# 国道229号

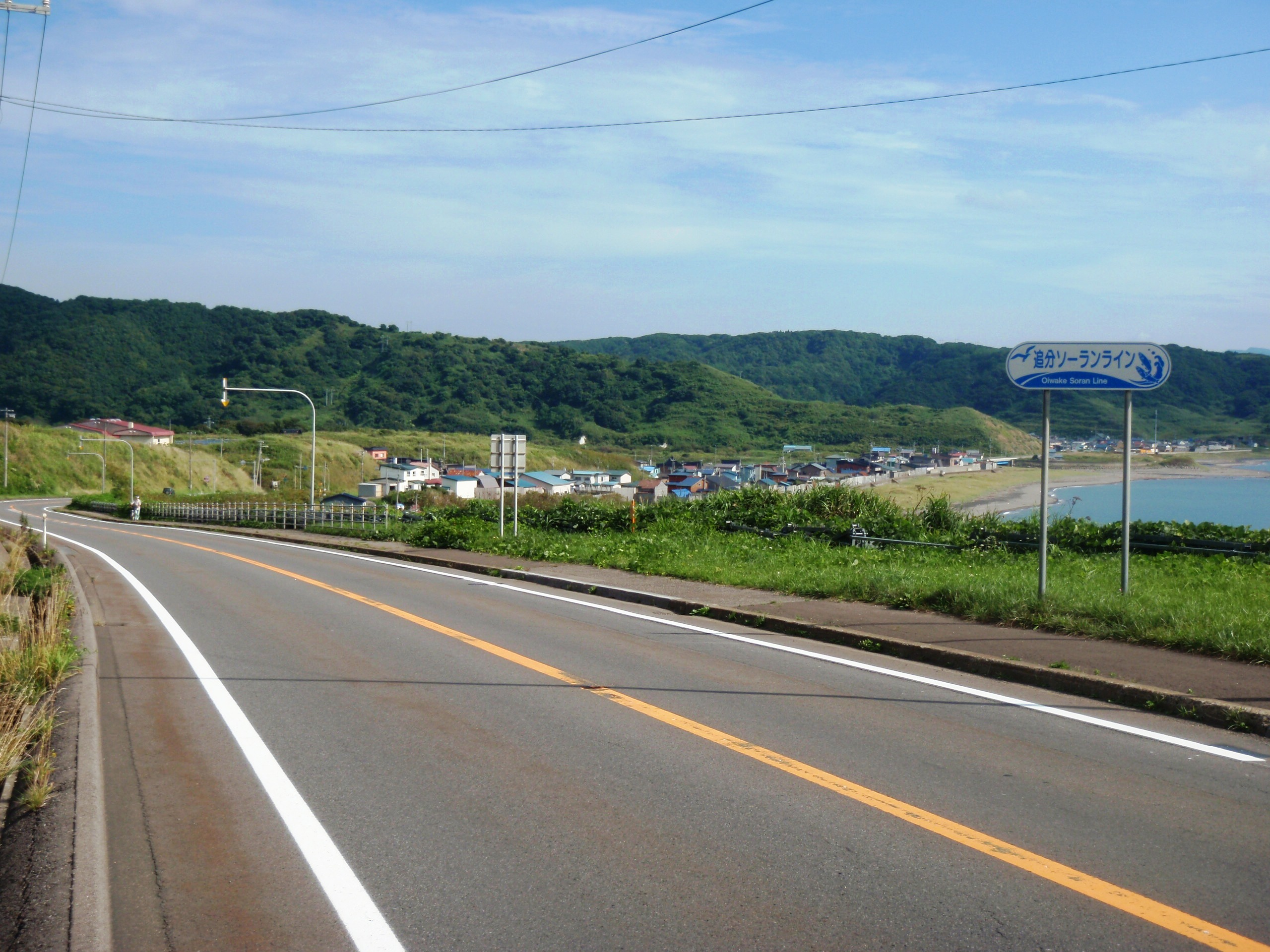
乙部町元和付近

国道229号（こくどう229ごう）は、北海道小樽市から積丹郡積丹町を経由して、檜山郡江差町に至る一般国道である。

## 概要
日本海沿岸を通過するルートをとるが、数々のトンネルを通過する。通行に危険な箇所は現在もルート変更をはじめとする線形改良が続けられている。なかでも積丹半島の海岸線を周遊する道路には、町村ごとに「セタカムイライン」「カブトライン」「追分ソーランライン」といった異なる愛称がつけられており、日本海と奇岩が続く絶景のドライブルートとして知られる。

### 路線データ
一般国道の路線を指定する政令に基づく起終点および重要な経過地は次のとおり。
- 起点：小樽市（小樽市稲穂2丁目88番[3] = 国道5号上、北海道道697号天神南小樽停車場線交点）
- 終点：北海道檜山郡江差町（檜山郡江差町字柳崎町142番[3] = 国道227号交点、国道276号・国道277号起点）
- 重要な経過地：北海道余市郡余市町、同道積丹郡積丹町、同道岩内郡岩内町、同道寿都郡寿都町、同道瀬棚郡北檜山町[注釈 2]、同道爾志郡熊石町[注釈 3]
- 総延長 : 323.0 km（重用延長を含む）[4][注釈 4]
- 重用延長 : 19.6 km[4][注釈 4]
- 未供用延長 : なし[4][注釈 4]
- 実延長 : 303.3 km[4][注釈 4]
  - 現道 : 286.3 km[4][注釈 4]
  - 旧道 : 1.7 km[4][注釈 4]
  - 新道 : 15.4 km[4][注釈 4]
- 指定区間：全線[5]

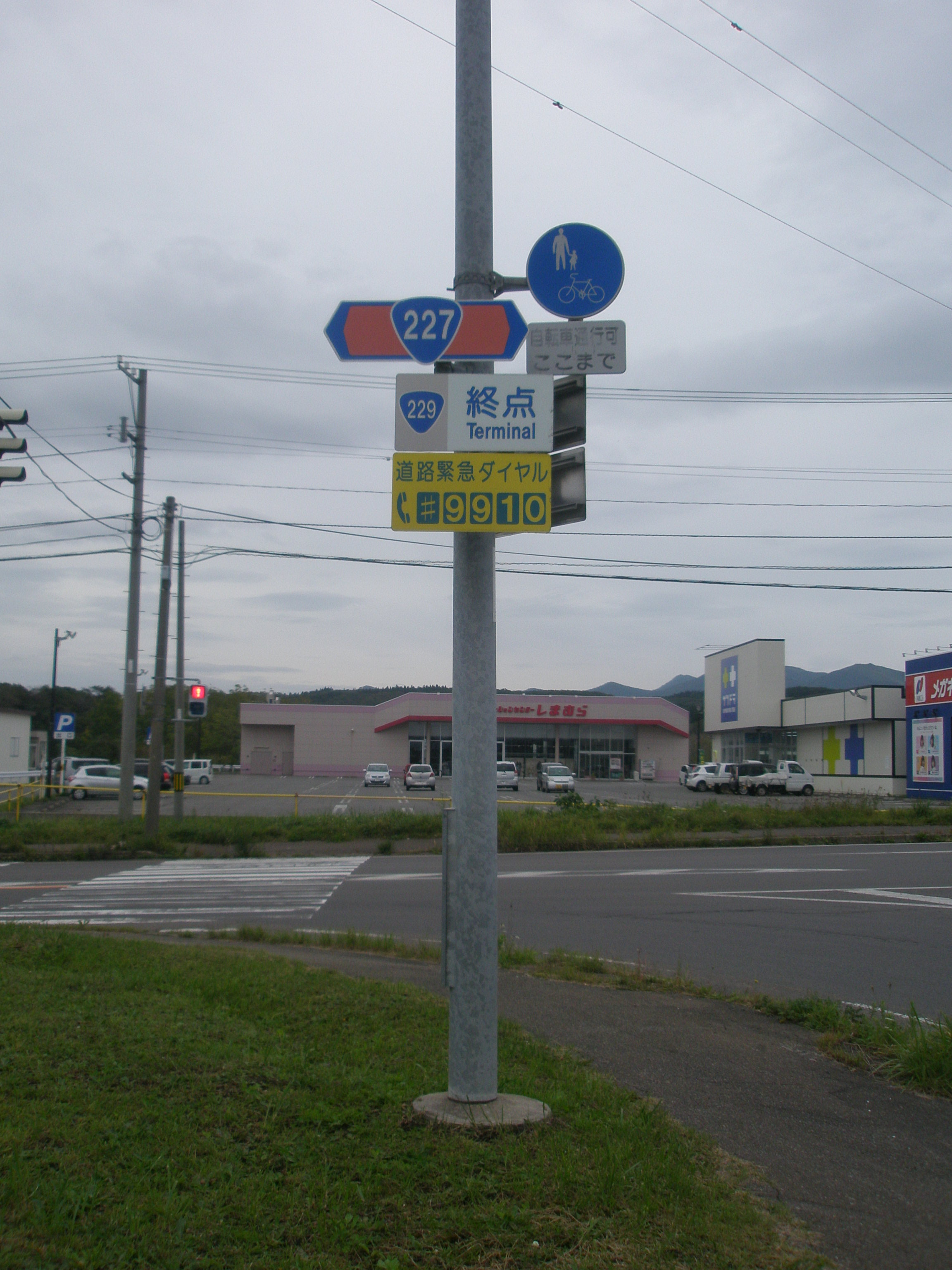
国道229号終点（国道227号交点）のキロポスト

## 歴史
現行の道路法（昭和27年法律第180号）に基づく二級国道として1953年（昭和28年）5月18日政令第96号で第一次指定された国道路線の一つで、二級国道229号、路線名は小樽江差線と名付けられた。1965年（昭和40年）4月1日の道路法改正（昭和39年7月9日法律第163号公布）に伴い、一級国道と二級国道が廃止統合されたことにより一般国道になり、在来の路線名はなくなって一般国道229号が正式な路線名となった。
終点は指定当初から檜山郡江差町であるが、政令による終点表記は、1953年（昭和28年）の二級国道指定時は江差郡江差町、1965年（昭和40年）の改正時は「桧山郡江差町」と表記されていた。1993年（平成5年）の改正で現在の表記となった。
国道229号が周回する積丹半島は、国道指定以来、険しい海岸食との戦いに明け暮れる区間であり、膨大な数の旧道が失われ続けてきた。かつては、海食洞をくぐるように国道が通り、その前後にトンネルでつなげた、他の国道では見られないような区間も存在した。1996年（平成8年）に積丹半島西部の未供用区間の開通によって全線が開通。平成期になってからトンネルが崩落する災害が2度発生し、災害復旧で迂回する新トンネルを開通させている。

### 年表

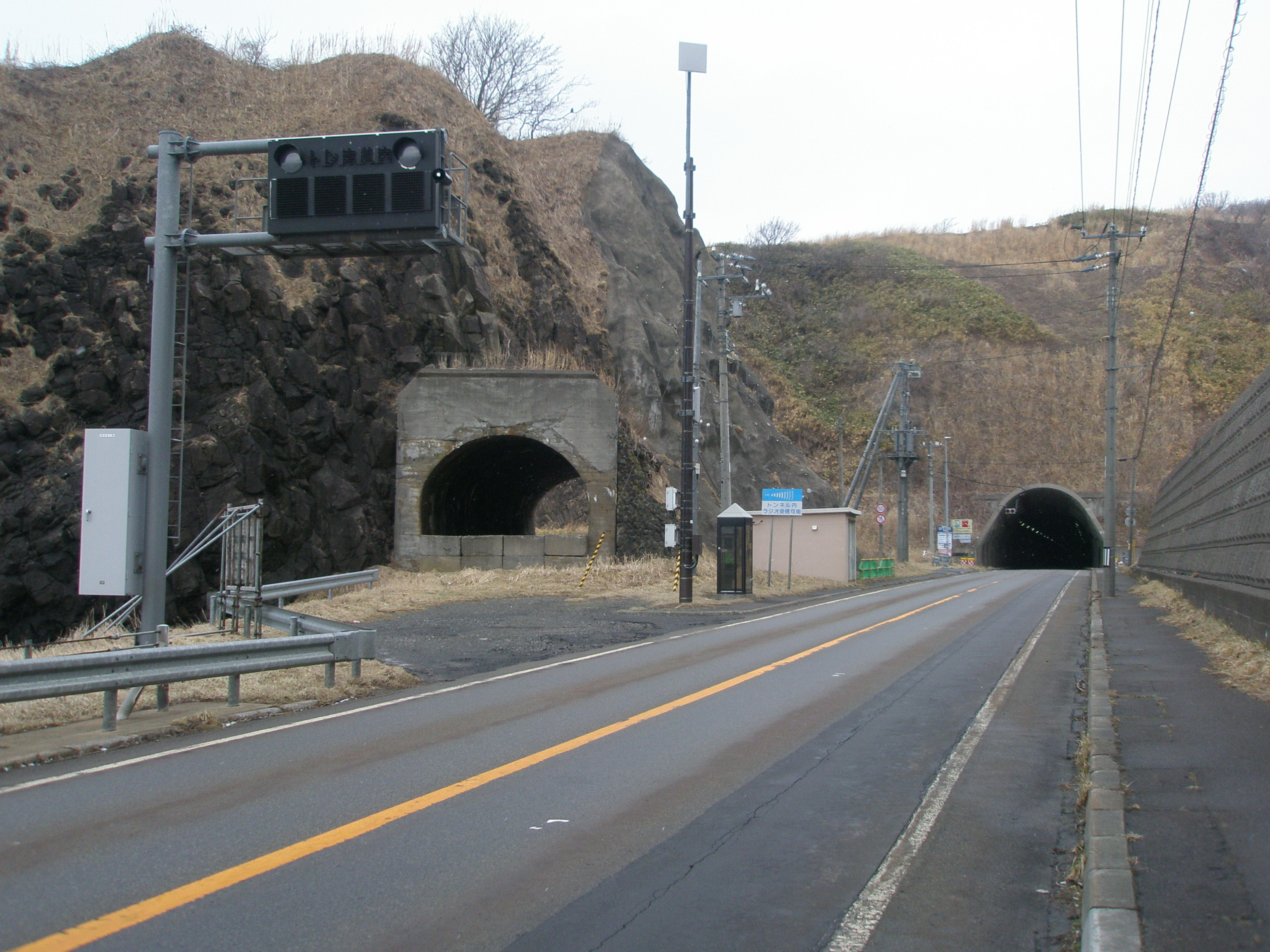
国道229号・現在の豊浜トンネルと旧豊浜第1隧道（乙部町側より、2019年3月撮影）

- 1953年（昭和28年）5月18日 - 二級国道229号小樽江差線（小樽市 - 北海道江差郡江差町）として指定施行[6]。
- 1962年（昭和37年）10月17日 - 爾志郡熊石町（現・二海郡八雲町熊石地区） - 爾志郡乙部村（現・乙部町）境付近の豊浜（現在の豊浜トンネルの海側に位置する旧道箇所）において山津波（土石流）が発生。国道を走行中の路線バス（函館バス）が海中に押し出されるなど17名が死亡・行方不明、バスは現在も引き上げられていない[10]。

- 1965年（昭和40年）4月1日 - 道路法改正により一級・二級区分が廃止されて一般国道229号（小樽市 - 北海道桧山郡江差町）として指定施行[7]。
- 1982年（昭和57年）4月1日 - 古平郡古平町から古宇郡神恵内村までの区間を北海道道998号古平神恵内線として北海道に移管し、国道229号は積丹郡積丹町を経由する路線として経路を変更[11]。当時は積丹半島に未開通区間を残していた。
- 1996年（平成8年）
  - 2月10日 - 余市郡余市町と古平郡古平町にまたがる豊浜トンネルが崩落し、路線バス1台と乗用車2台が巻き込まれて20名が死亡する事故が発生[12][13]。同年12月10日 仮復旧し、2000年（平成12年）12月8日にセタカムイトンネルと接続した新トンネルの供用開始（豊浜トンネルとセタカムイトンネルを中継するトンネルを建設し、セタカムイトンネルを豊浜トンネルに編入）。
  - 11月1日[9] - 積丹半島西部の未開通区間（積丹町沼前 - 神恵内村川白）が開通し、全線開通[9]。

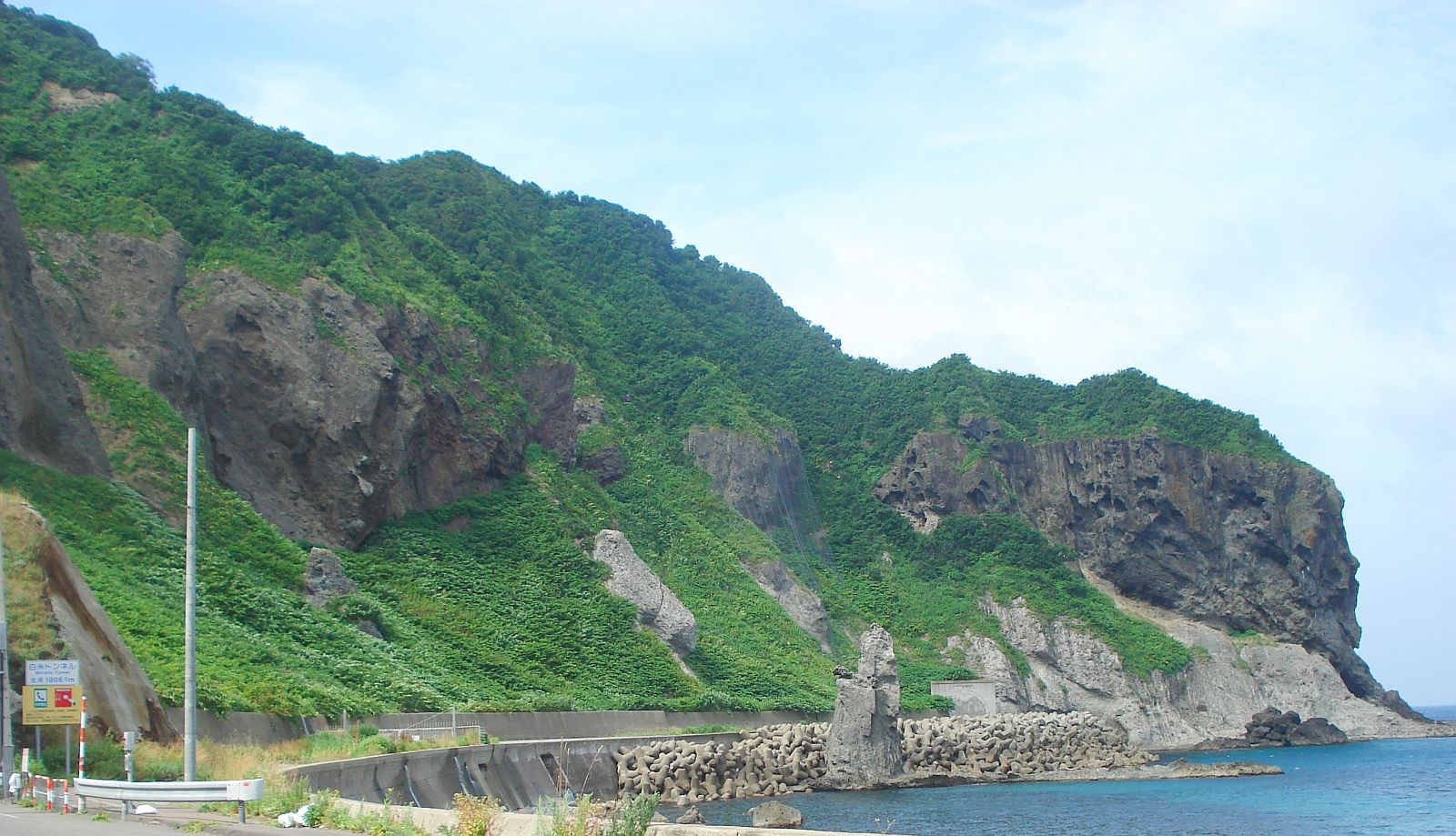
白糸岬（崩落した第2白糸トンネルの入口が見える。）

- 1997年（平成9年）8月25日 - 島牧村の第2白糸トンネルが崩落。1999年（平成11年）4月8日に現場を迂回する白糸トンネル供用開始。
- 2004年（平成16年）9月8日 - 平成16年台風第18号で発生した高波によって神恵内村の大森大橋や道の駅オスコイ!かもえない[14]が被災し、橋げたの落下や施設の破損が発生。同年12月10日に残った橋脚に鋼鉄製の橋桁を乗せるかたちで大森大橋が仮復旧。2007年（平成19年）3月21日には現場を迂回して既存のウエンチクナイトンネルに接続した大森トンネル[注釈 5]の供用開始。道の駅も2010年（平成22年）4月24日に営業を再開した[15]。
- 2021年（令和3年）6月6日 - 乙部町館浦から鳥山間（館の岬トンネル小樽側出口付近）で約7,000 m3の土砂が崩落し不通になった。現道による応急復旧が困難であることから、道路管理者である北海道開発局は、迂回ルートとして乙部町緑町から鳥山を結ぶ北海道道460号乙部厚沢部線・乙部町道姫川富岡線・北海道道1061号旭岱鳥山線[注釈 6]の迂回路区間を2021年（令和3年）8月20日から国道229号に編入して対処している[16]。

## 路線状況

### 通称
余市 - 岩内間の積丹半島の海岸線に沿って周遊する約92 kmの道路区間は、半島東側がセタカムイライン、同西側をカブトラインと呼ばれ、北海道の積丹半島を代表する観光ルートで知られる。
- 日本海追分ソーランライン
- セタカムイライン
- 雷電国道
- 檜山国道
- にしん街道（提唱中/日本海側の沿岸町[18]）

### 重複区間
- 国道5号（小樽市稲穂2丁目・稲穂2-18（起点） - 余市郡余市町黒川町・余市駅前交点）
- 国道276号（岩内郡岩内町大浜・壁坂交点 - 二海郡八雲町熊石鮎川町）
- 国道276号・国道277号（二海郡八雲町熊石鮎川町 - 檜山郡江差町柳崎町（終点））

### 道路施設
山が海へと落ちる積丹半島の海岸縁を周回する国道であることから、多くのトンネルが掘られ、危険な崖や、海岸線をショートカットしている。かつては、急カーブや狭小なトンネルなどが続く区間も存在したが、現在では海岸より標高が高い橋梁や新たに建設された長大トンネルなどで安全な道路を確保している。

#### 主な橋梁
- 尾根内大橋
- 魚谷大橋
- 弁財澗大橋
- 祈石大橋
- 神泊大橋

#### 主なトンネル
かつては、日本一トンネルの多い国道といわれるほど路線上にトンネルが存在したが、1996年（平成8年）に豊浜トンネル岩盤崩落事故により20名の死者が出ている。翌1997年（平成9年）には第2白糸トンネル崩落事故が発生し、人的被害はなかったものの豊浜トンネル事故よりも多量の岩石が崩落した。これらの事故や老朽化により、複数のトンネルを一本のトンネルで通過するバイパスなどが完成し、トンネル本数日本一の称号を国道9号に譲ることとなった。 現在路線には61本のトンネルが存在する。
- 後志総合振興局
  - 豊浜トンネル (後志)（余市郡余市町 - 古平郡古平町）（L＝2,228m）
  - 大森トンネル（神恵内村赤石村大森 - 神恵内村珊内村キナウシ）（L=2,509m）
  - 雷電トンネル（岩内郡岩内町敷島内）（L=3,570ｍ）
  - 磯谷トンネル（磯谷郡蘭越町港町）（L=640ｍ）
  - 大平トンネル（島牧郡島牧村大平）（L=1,100m）
  - 白糸トンネル（島牧郡島牧村オコツナイ ‐ 同村栄浜）（L=1,806m）
- 渡島総合振興局
  - 豊浜トンネル (渡島・檜山)（二海郡八雲町 - 檜山振興局・爾志郡乙部町）

#### 道の駅
- 後志総合振興局
  - スペース・アップルよいち（余市郡余市町）
  - ふるびらたらこミュージアム（古平郡古平町）
  - オスコイ!かもえない（古宇郡神恵内村）
  - シェルプラザ・港（磯谷郡蘭越町）
  - よってけ!島牧（島牧郡島牧村）
- 檜山振興局
  - てっくいランド大成（久遠郡せたな町）
  - ルート229元和台（爾志郡乙部町）

## 地理
積丹半島を周遊するカブトライン・セタカムイラインは、海岸をなぞる様に道路が延びトンネルも多いが、道路から眺める「積丹ブルー」とよばれる青い海と奇岩がそそり立つ海岸美が続く観光ルートにもなっており、特に西側のカブト岬一帯の奇岩と断崖絶壁が続く美しい海岸美は「後志十景」のひとつに選ばれている。

### 通過する自治体
- 北海道
  - 後志総合振興局
    - 小樽市 - 余市郡余市町 - 古平郡古平町 - 積丹郡積丹町 - 古宇郡神恵内村 - 古宇郡泊村 - 岩内郡共和町 - 岩内郡岩内町 - 磯谷郡蘭越町 - 寿都郡寿都町 - 寿都郡黒松内町 - 寿都郡寿都町 - 島牧郡島牧村

  - 檜山振興局
    - 久遠郡せたな町

  - 渡島総合振興局
    - 二海郡八雲町

  - 檜山振興局
    - 爾志郡乙部町 - 檜山郡江差町

### 交差する道路
後志総合振興局
小樽市
- 国道5号・北海道道697号天神南小樽停車場線：稲穂2丁目（稲穂2-18、起点）

（国道5号との重複区間は省略）
余市郡余市町
- 国道5号・北海道道228号豊丘余市停車場線：黒川町（余市駅前交点）
- 北海道道228号豊丘余市停車場線：朝日町、沢町2丁目
- 北海道道378号余市港線：沢町2丁目

古平郡古平町
- 北海道道998号古平神恵内線：浜町（浜町十字街交点）

積丹郡積丹町
- 北海道道568号船澗美国港線：美国町
- 北海道道913号野塚婦美線：婦美町、野塚町

古字郡神恵内村
- 北海道道998号古平神恵内線：神恵内村

古字郡泊村
- 北海道道342号茅沼鉱山泊線：茅沼村

岩内郡共和町
- 北海道道569号蕨台古平線：宮丘
- 北海道道269号蕨岱国富停車場線：梨野舞納

岩内郡岩内町
- 国道276号・北海道道270号岩内港線：大浜（壁坂交点）
- 北海道道66号岩内洞爺線：高台（万代1交点）
- 北海道道270号岩内港線：清住（清住4交点）

磯谷郡蘭越町
- 北海道道229号北尻別蘭越停車場線：港町
- 北海道道267号磯谷蘭越線：港町

寿都郡黒松内町
- 北海道道9号寿都黒松内線 : 北作開

寿都郡寿都町
- 北海道道9号寿都黒松内線：樽岸町
- 北海道道272号寿都停車場線：渡島町、新栄町、矢追町

島牧郡島牧村
- 北海道道523号美川黒松内線：美川
- 北海道道836号島牧美利河線：豊平

檜山振興局
久遠郡せたな町
- 北海道道447号西大里瀬棚停車場線：瀬棚区本町
- 北海道道783号東大里瀬棚停車場線：瀬棚区共和
- 北海道道740号北檜山大成線：北檜山区豊岡
- 北海道道345号矢淵東瀬棚停車場線：北檜山区北檜山
- 国道230号：北檜山区北檜山
- 北海道道232号今金北桧山線：北檜山区愛知
- 北海道道42号八雲北檜山線：北檜山区二俣
- 北海道道740号北檜山大成線：大成区宮野

渡島総合振興局
二海郡八雲町
- 国道277号：熊石鮎川町

檜山振興局
爾志郡乙部町
- 北海道道1061号旭岱鳥山線：鳥山
- 北海道道460号乙部厚沢部線・北海道道461号乙部港線：緑町（緑町交点）

檜山郡江差町
- 北海道道935号小黒部鰔川線：水堀町（水堀交点）
- 国道227号・北海道道634号城丘江差線：柳崎町（終点）